# Santiago Miahuatlán
Santiago Miahuatlán är en ort i Mexiko.   Den ligger i kommunen Santiago Miahuatlán och delstaten Puebla, i den sydöstra delen av landet, 200 km sydost om huvudstaden Mexico City. Santiago Miahuatlán ligger 1 786 meter över havet och antalet invånare är 12 325.
Terrängen runt Santiago Miahuatlán är kuperad åt nordost, men åt sydväst är den platt. Runt Santiago Miahuatlán är det ganska tätbefolkat, med 83 invånare per kvadratkilometer. Närmaste större samhälle är Tehuacán, 10,4 km sydost om Santiago Miahuatlán. I omgivningarna runt Santiago Miahuatlán växer huvudsakligen savannskog.